# (237356) 3103 T-2
(237356) 3103 T-2 (3103 T-2, 2006 QF168) — астероїд головного поясу, відкритий 30 вересня 1973 року.
Тіссеранів параметр щодо Юпітера — 3,158.